# 1850년 도망 노예법

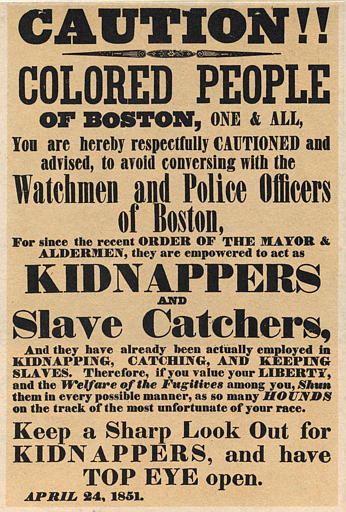
1851년 4월 24일 보스턴의 "유색인종"에게 노예 사냥꾼 역할을 하는 경찰관에 대해 경고하는 포스터

도망노예법(영어: Fugitive Slave Act)은 1850년 9월 18일 미국 제31차 의회에서 통과된 법으로, 남부의 노예 제도 이해관계와 북부의 자유 토지론자들 사이의 1850년 타협의 일환이었다.
이 법은 1850년 타협에서 가장 논란이 많았던 요소 중 하나였고, 북부의 노예 권력 음모에 대한 두려움을 고조시켰다. 이 법은 모든 탈출 노예가 붙잡히면 노예 소유주에게 반환되어야 하며, 자유주의 주 공무원과 시민들이 협력해야 한다고 규정했다. 이 법은 노예 제도 문제에 대한 국가의 양극화를 심화시키는 데 기여했다. 이는 공화당 창당과 남북 전쟁의 시작으로 이어진 요인 중 하나였다.

## 배경
1843년까지 매년 수백 명의 노예들이 성공적으로 북부로 도망쳤고, 이로 인해 경계주에서 노예 제도는 불안정한 제도가 되었다.
초기 1793년 도망 노예법은 미국 헌법 제4조 제2절 제3항을 시행하기 위한 연방 법률이었는데, 이는 탈출 노예의 반환을 요구했다. 이 법은 자유주의 주 당국이 노예 상태에서 도망친 자들을 노예주에게 돌려보내도록 강제하려고 했다.
많은 자유주의 주들은 도망 노예법을 무시하고 싶어했다. 일부 관할 구역에서는 개인의 자유 법률을 통과시켜, 도망친 것으로 의심되는 노예들이 이동되기 전에 배심원 재판을 의무화했다. 다른 주들은 지역 감옥 사용이나 주 공무원의 의심되는 도망 노예 체포 또는 반환 지원을 금지했다. 일부 경우, 배심원단은 연방 법률에 따라 기소된 개인들을 유죄 판결하는 것을 거부했다.
미주리 대법원은 노예주가 영구적이거나 무기한으로 거주할 의도로 노예들을 자유주로 자발적으로 이송한 경우, 그 결과로 노예들이 자유를 얻는다고 인접 자유주의 주들의 법률과 함께 일상적으로 판결했다. 1793년 법은 노예주들의 동의 없이 자유주로 도망친 노예들을 다루었다. 미국 연방 대법원은 프리그 대 펜실베이니아 (1842)에서 주들이 노예 사냥이나 재포획에 도움을 제공할 의무가 없다고 판결하여, 1793년 법을 크게 약화시켰다.
1840년 이후, 미시간주 캐스군의 흑인 인구는 백인들이 차별적인 법률에 저항하고, 수많은 매우 지지적인 퀘이커교도, 그리고 저렴한 토지에 이끌려 급증했다. 자유롭고 도망친 흑인들은 캐스군을 피난처로 삼았다. 그들의 좋은 행운은 남부 노예주들의 관심을 끌었다. 1847년과 1849년에 버번과 분군의 플랜터들은 노예 상태에서 도망친 사람들을 재포획하기 위해 캐스군을 습격했다. 공격은 실패했지만, 이 상황은 1850년에 강화된 도망 노예법을 통과시키라는 남부의 요구에 기여했다.
남부 정치인들은 종종 노예 상태에서 탈출하는 사람들의 수를 과장하며, 그들의 '행복한 노예'들을 선동하고 '남부 재산권'을 침해한다고 여긴 북부 폐지론자들을 비난했다. 1850년 컬럼버스 [조지아] 인콰이어러에 따르면, 북부인들의 도망 노예 지지는 다른 모든 원인을 합친 것보다 더 많은 북부와 남부 사이의 불화를 야기했다.:6

## 새로운 법

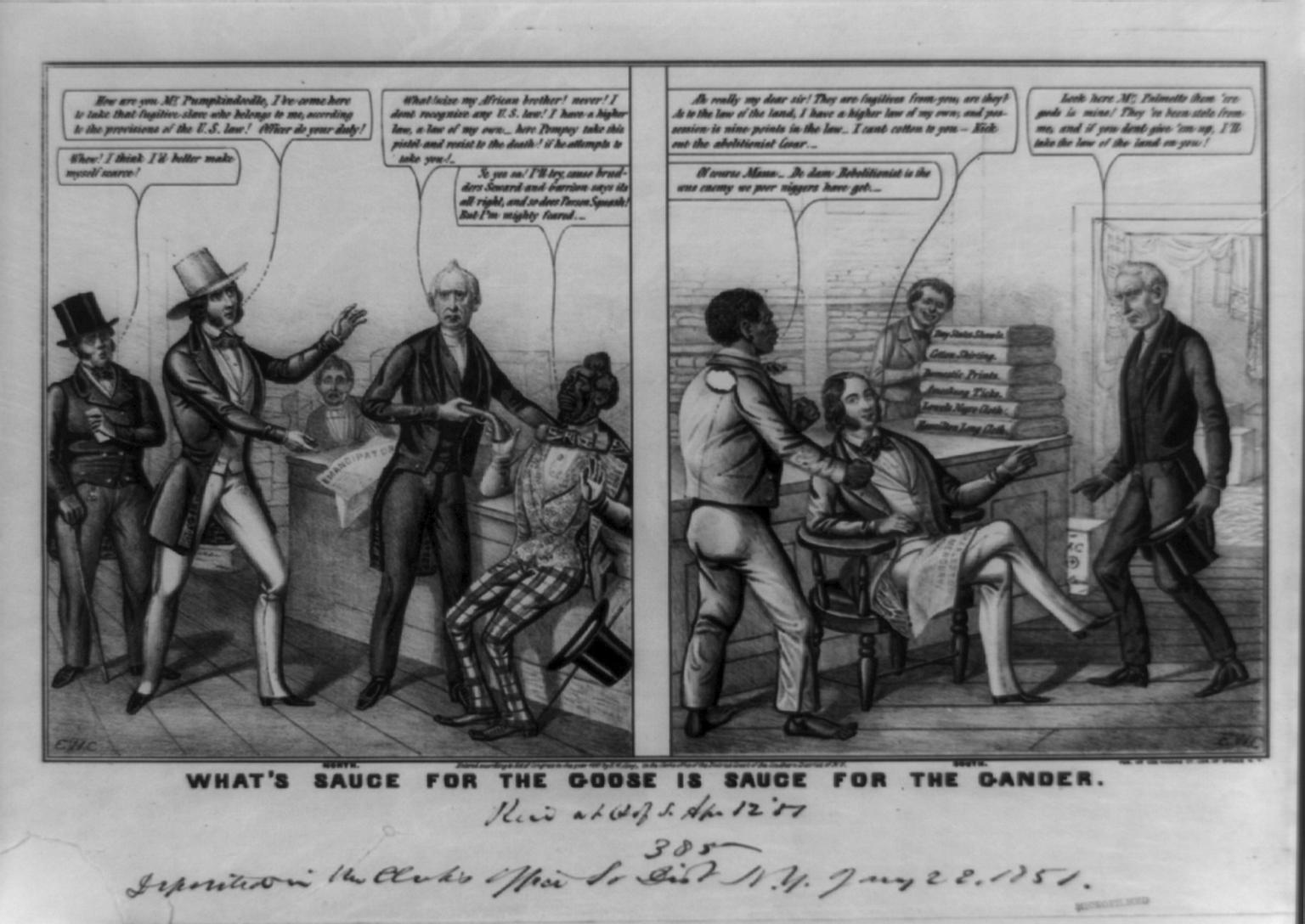
노예 제도 찬성 만화를 많이 출판한 예술가 E. W. 클레이의 그림으로, 1850년 도망 노예법을 지지한다. 이 만화에서 남부인이 자신의 상품인 여러 묶음의 천이 도난당했다고 주장하는 북부인을 비웃는다. "그것들이 당신에게서 도망친 것인가?"라고 노예주는 묻는다. 폐지론자들의 수사를 빌려 그는 계속해서 말한다. "땅의 법에 관해서는, 나는 나만의 더 높은 법을 가지고 있으며, 점유는 법의 아홉 가지 요소이다."

원래 도망 노예법의 약화에 대응하여, 버지니아의 민주당 상원 의원 제임스 M. 메이슨은 1850년 도망 노예법을 초안했는데, 이 법은 노예 상태에서 도망친 것으로 의심되는 사람을 체포하지 않은 공무원에게 벌금을 부과하고, 1,000달러(1850년 2022년 기준 $31,110에 해당에 해당)의 벌금을 부과했다. 모든 법 집행 공무원은 청구인의 소유권에 대한 선서 증언만으로도 노예 상태에서 도망친 것으로 의심되는 사람들을 체포해야 했다. 인신보호청원은 무관하다고 선언되었다. 도망 노예가 청문을 위해 심문관 앞에 끌려왔을 때—배심원은 허용되지 않았고, 의심되는 노예는 증언할 수 없었다—그가 그 개인이 도망자임이 입증되었다고 판단하면 10달러(1850년 2022년 기준 $310에 해당에 해당)를 보상받았고, 증거가 불충분하다고 판단하면 5달러(1850년 2022년 기준 $160에 해당에 해당)만 보상받았다. 또한, 도망자를 음식이나 피난처를 제공하여 도운 사람은 최대 6개월의 징역과 최대 1,000달러의 벌금에 처해졌다. 도망 노예를 붙잡은 공무원은 그들의 공로에 대해 보너스나 승진을 받을 자격이 있었다.
노예주들은 도망 노예를 붙잡기 위해 연방 보안관에게 선서진술서를 제출하기만 하면 되었다. 의심되는 노예는 재판을 받을 자격이 없었기 때문에, 이 법은 자유 흑인들을 납치하여 노예로 강제 징집하는 결과를 낳았다. 왜냐하면 의심되는 도망 노예는 법정에서 권리가 없었고, 고발에 대해 자신을 변호할 수 없었기 때문이다.
이 법은 노예 상태로부터의 탈출 가능성에 부정적인 영향을 미쳤는데, 특히 북부에 인접한 주들에서 그러했다. 한 연구에 따르면 1850년 이후 남부 미국 전역에서 노예 가격이 상승했지만, "1850년 도망 노예법은 접경 주에서 남부의 다른 주보다 15%에서 30% 더 높은 가격을 증가시켰다"고 한다. 이는 이 법이 성공적인 탈출 가능성을 어떻게 바꾸었는지를 보여준다.
폐지론자 존 브라운에 따르면, 심지어 안전한 피난처로 여겨졌던 스프링필드에서도 "일부 사람들은 그들이나 그들의 아내와 자녀들 때문에 잠을 잘 수 없다고 말할 정도로 불안해했다. 나는 그들의 꺾인 정신을 되살리는 데 무언가를 할 수 있었다고 말할 수 있을 뿐이다. 내 가족 모두가 같은 끔찍한 상황에 처해 있다고 상상하기를 바란다."

### 사법적 무효화
1855년, 위스콘신주 대법원은 도망 노예 조슈아 글로버와 글로버의 재포획을 저지하려는 노력을 주도했던 셔먼 부스와 관련된 사건의 결과로 도망 노예법이 위헌이라고 선언한 유일한 주 대법원이 되었다. 1859년 에이블먼 대 부스 사건에서 미국 연방 대법원은 주 법원의 판결을 뒤집었다.
배심원 무효화는 북부 지역 배심원들이 법 위반 혐의를 받은 사람들을 무죄로 선고하면서 발생했다. 국무장관 대니얼 웹스터는 그의 유명한 "3월 7일 연설"에서 밝혔듯이 이 법의 핵심 지지자였다. 그는 주목할 만한 유죄 판결을 원했다. 배심원 무효화는 그의 대통령 야망과 남북 간의 타협을 찾으려는 그의 마지막 노력을 망쳤다. 웹스터는 1851년 보스턴 공무원들로부터 샤드라크 민킨스를 노예 상태로 돌려보내려 했던 것을 구출한 혐의를 받은 사람들을 기소하는 데 앞장섰다. 배심원들은 그 누구도 유죄 판결하지 않았다. 웹스터는 미국 북부에서 극도로 인기가 없었던 법을 시행하려 했고, 그의 휘그당은 1852년 대통령 후보를 지명할 때 그를 다시 한번 배제했다.

### 입법적 무효화
1850년 11월, 버몬트 주 의회는 인신보호영장법을 통과시켰는데, 이는 버몬트 주 사법 및 법 집행 관리들이 체포된 도망 노예를 돕도록 의무화했다. 또한 도망 노예로 지목된 사람들을 위해 연방 절차와 병행하는 주 사법 절차를 수립했다. 이 법은 연방 도망 노예법을 버몬트에서 사실상 시행 불가능하게 만들었고, 전국적으로 큰 논란을 불러일으켰다. 이는 연방 법률의 무효화로 간주되었는데, 이는 연방 법률의 다른 측면을 무효화하려는 노예주들 사이에서 인기 있는 개념이었고, 노예 제도에 대한 격렬한 논쟁의 일부였다. 유명한 시인이자 폐지론자 존 그린리프 휘티어는 이러한 법률을 요구했고, 휘티어 논쟁은 버몬트 법에 대한 노예 제도 찬성자들의 반응을 고조시켰다. 버지니아 주지사 존 B. 플로이드는 무효화가 남부를 탈퇴로 이끌 수 있다고 경고했다. 동시에 밀러드 필모어 대통령은 버몬트에서 도망 노예법을 시행하기 위해 군대를 사용할 것이라고 위협했다. 버몬트에서는 어떠한 시험적 사건도 발생하지 않았지만, 이 충돌의 수사는 1832년 사우스캐롤라이나의 무효화 위기와 토머스 제퍼슨의 1798년 켄터키 결의안을 반영했다.
1855년 2월, 미시간주의 의회는 또한 카운티 감옥을 재포획된 노예를 구금하는 데 사용하는 것을 금지하고, 카운티 검사에게 재포획된 노예를 변호하도록 지시하며, 재포획된 노예에게 인신보호청원과 배심원 재판의 권리를 부여하는 법률을 통과시켰다. 코네티컷주, 매사추세츠주, 메인주, 뉴햄프셔주, 오하이오주, 펜실베이니아주, 위스콘신주를 포함한 다른 주들도 개인의 자유 법률을 통과시켰다.

### 북부의 저항과 기타 결과
도망 노예법은 북부의 노예제 반대 시민들에게 이 문제를 직접적으로 다가오게 했다. 왜냐하면 이 법은 그들과 그들의 기관들이 노예제를 시행할 책임을 지도록 만들었기 때문이다. "이전에는 북부의 많은 사람들이 노예제에 대해 거의 또는 전혀 의견이나 감정이 없었지만, 이 법은 인간 속박의 관행에 대한 그들의 직접적인 동의를 요구하는 것처럼 보였고, 이는 노예제에 대한 북부의 감정을 자극했다." 온건한 폐지론자들은 그들이 불의하다고 믿는 법에 저항하거나 양심과 신념을 저버리는 즉각적인 선택에 직면했다. 해리엇 비처 스토는 이 법에 대한 응답으로 톰 아저씨의 오두막 (1852)을 썼다.:1
많은 폐지론자들이 공공연히 이 법에 저항했다. 시러큐스의 웨슬리안 감리교회 목사 루터 리는 1855년에 다음과 같이 썼다.
나는 결코 복종하지 않을 것이다. 지난 한 달 동안 캐나다로 30명의 노예가 탈출하는 것을 도왔다. 당국이 나에게 원하는 것이 있다면, 내 거주지는 온온다가 스트리트 39번지이다. 나는 그것을 인정할 것이고, 그들은 나를 데려가 언덕 위의 교도소에 가둘 수 있다. 하지만 그들이 그런 어리석은 짓을 한다면, 나는 다음날 아침까지 그것을 허물어 버릴 충분한 친구들이 오논다가군에 있다.
몇 년 전, 제리 구출 사건에서 시러큐스 폐지론자들은 남부로 돌려보내질 예정이었던 도망 노예를 강제로 풀어주고 캐나다로 성공적으로 밀입국시켰다. 토마스 심즈와 앤서니 번스는 모두 도망 노예법 반대자들이 강제로 그들을 풀어주려 했지만 실패했던 시도의 대상이 된 붙잡힌 도망자였다. 다른 유명한 사례로는 1851년의 샤드라크 민킨스와 1861년의 루시 배그비가 있는데, 그들의 강제 송환은 역사가들에 의해 중요하고 "알레고리적"이라고 인용되었다. 피츠버그 폐지론자들은 도시를 통과하는 노예를 붙잡아 풀어주는 것을 목적으로 하는 단체를 조직했는데, 예를 들어 슬레이메이커 가문의 자유 흑인 하인이 호텔 식당에서 흑인 웨이터들에 의해 오해로 구출된 경우가 있었다. 만약 도망 노예가 붙잡혀 재판에 회부되면, 폐지론자들은 재판에서 그들을 변호하기 위해 노력했고, 만약 우연히 재포획된 사람의 자유가 가격에 매겨진다면, 폐지론자들은 그들을 자유롭게 하기 위해 돈을 지불하기 위해 노력했다. 해리엇 터브먼과 같은 다른 반대자들은 이 법을 그들의 활동에 또 다른 복잡한 문제로 여겼다.
1859년 4월, 해리스버그에서 다니엘 웹스터라는 이름의 추정상 자유인이 체포되었는데, 그는 라우던군, 버지니아에서 도망친 노예 다니엘 데인저필드라고 주장되었다. 필라델피아에서 열린 청문회에서 연방 위원 J. 쿡 롱스트레스는 청구인들이 그가 데인저필드임을 증명하지 못했다고 주장하며 웹스터의 석방을 명령했다. 웹스터는 즉시 캐나다로 떠났다.

### 캐나다
한 가지 중요한 결과는 북부 자유주가 아니라 캐나다가 도망 노예의 주요 목적지가 되었다는 것이다. 캐나다의 흑인 인구는 1850년에서 1860년 사이에 4만 명에서 6만 명으로 증가했으며, 많은 사람들이 지하철도를 통해 자유를 얻었다. 헨리 빕과 메리 앤 섀드와 같은 저명한 흑인 출판인들은 캐나다 이민을 장려하는 출판물을 만들었다. 1855년까지 캐나다 흑인 인구 중 약 3,500명이 미국 노예 제도에서 도망친 사람들이었다. 예를 들어 피츠버그에서는 법 통과 이후 9월 동안 "다시 노예가 되기보다는 죽겠다"고 맹세하고 무장한 도망 노예 조직 집단이 캐나다로 향했으며, 그 달 말까지 200명 이상의 남성이 떠났다. 뉴욕 시의 흑인 인구는 1850년에서 1855년 사이에 거의 2,000명 감소했다.
반면에 많은 북부 사업가들은 남부 주들과의 상업적 유대 때문에 이 법을 지지했다. 그들은 연합 안전 위원회를 설립하고 그들의 대의를 홍보하기 위해 수천 달러를 모금했으며, 이는 특히 뉴욕 시에서 영향력을 얻어 여론이 법을 지지하는 쪽으로 어느 정도 바뀌게 했다.

## 법의 종말

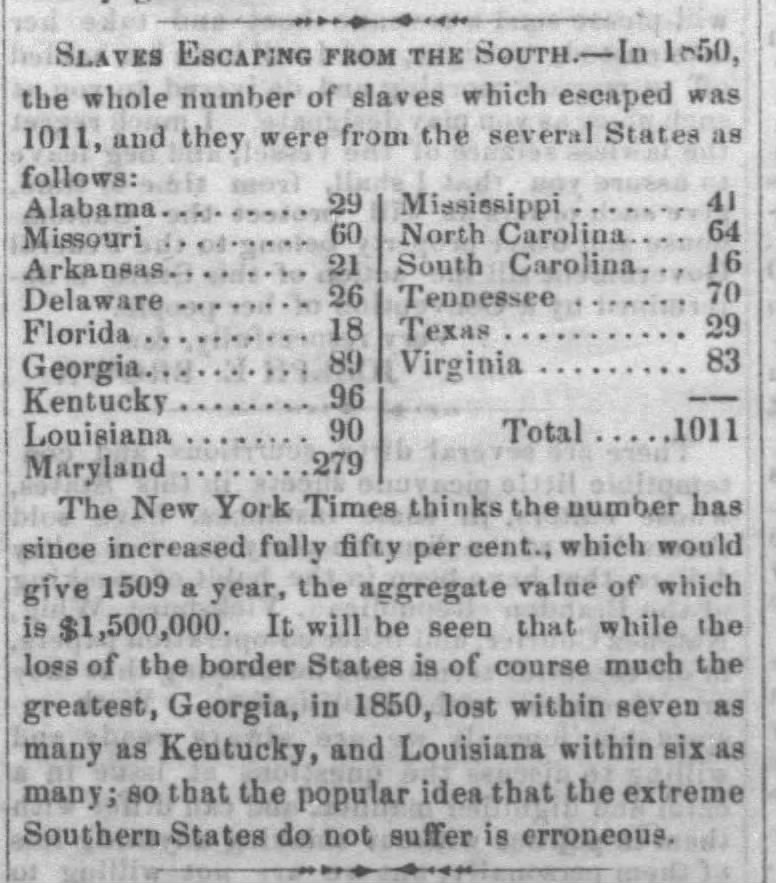
빅스버그 휘그는 도망 노예의 수에 대한 이러한 주장에 대해 어떠한 출처도 인용하지 않았다("남부에서 탈출하는 노예들", 1861년 1월 16일)

남북 전쟁 초기에 연방은 노예 상태에서 탈출하는 사람들에 대한 확립된 정책이 없었다. 많은 노예들이 자신들의 플랜테이션을 떠나 연방군 진영으로 향했지만, 전쟁 초기에는 도망 노예들이 종종 연방군에 의해 노예주에게로 돌려보내졌다. 그러나 벤저민 버틀러 장군과 일부 다른 연방군 장군들은 연방과 남부 연합이 전쟁 중이었기 때문에 이 법에 따라 도망자들을 재포획하는 것을 거부했다. 그는 노예들을 전쟁의 밀수품으로 압수하고 해방시켰는데, 노동력 손실이 남부 연합에도 피해를 줄 것이라는 정당화 때문이었다. 링컨은 버틀러가 자신의 정책을 계속하도록 허용했지만, 다른 연방군 지휘관들이 통제하는 지역에서 모든 노예를 해방시킨 광범위한 지침은 철회했다.
1861년 8월, 미국 의회는 1861년 몰수법을 제정하여, 노예주들이 반란을 돕거나 조장하도록 강제된 포획된 도망자들을 다시 노예로 삼는 것을 금지했다. 라이먼 트럼불이 후원한 이 법안은 거의 만장일치로 통과되었고, 군사적 해방을 공식적인 연방 정책으로 확립했지만, 반란 노예주들이 남부 연합을 지지하는 데 사용한 노예에게만 적용되어 도망 노예법에 대한 제한적인 예외를 만들었다. 연방군은 1862년 3월까지 때때로 도망 노예를 노예주에게 돌려보냈는데, 그 이후 의회는 1862년 몰수법을 제정했고, 그 10조는 연방군 장교가 노예를 주인에게 돌려보낼 경우 해고될 수 있다고 규정했다. 제임스 미첼 애슐리는 도망 노예법 폐지 법안을 제안했지만, 1863년에는 위원회를 통과하지 못했다. 비록 연방의 몰수 및 군사적 해방 정책이 도망 노예법의 시행을 사실상 대체했지만, 도망 노예법은 1864년 6월에야 공식적으로 폐지되었다. 뉴욕 트리뷴은 이 폐지를 환영하며 다음과 같이 썼다. "공화국의 법전에 얼룩져 있던 피 같은 얼룩이 영원히 지워졌다."

## 같이 보기
- 도망노예법
- 에이블먼 대 부스 사건
- 콘트라밴드
- 노예 해방 선언
- 1850년 도망 노예 협약, 케이저노비아, 뉴욕

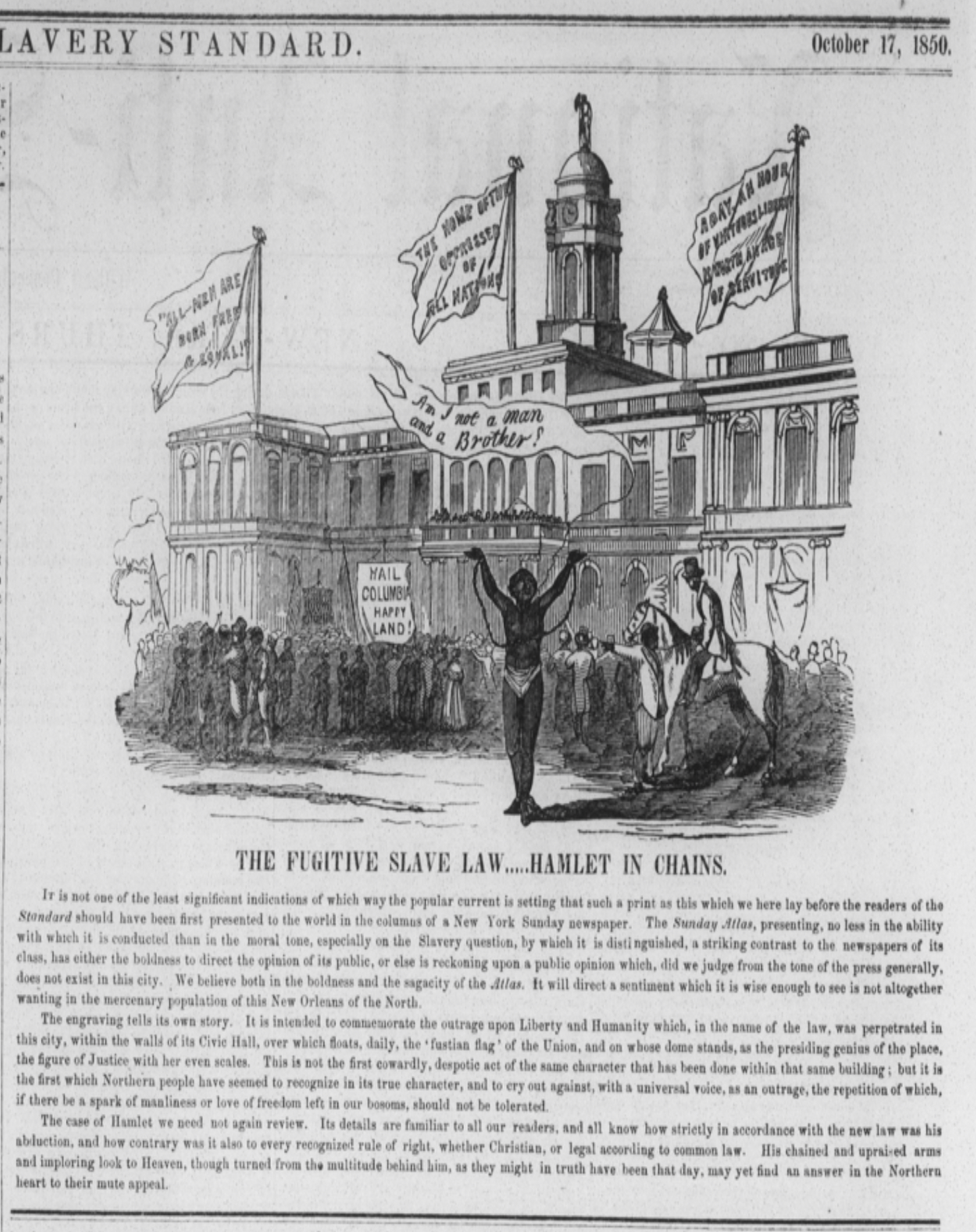
1850년 도망 노예법에 따라 처음으로 다시 노예가 된 제임스 햄릿이 뉴욕 시청 앞에 서 있다. 오른쪽 현수막에는 "미덕 있는 자유의 하루, 한 시간은 노예 상태의 세월보다 값지다"라고 쓰여 있다.

- 프리그 대 펜실베이니아 사건
- 노예 무역법
- 지하철도 (비밀결사)

### 1850년 도망 노예법 관련 사건 (시간순)
- 도망 노예 협약, 1850년 8월, 뉴욕 케이저노비아
- 이 법은 1850년 9월 18일 의회를 통과하고 대통령의 서명을 받다
- 제임스 햄릿의 체포 및 노예화, 1850년 9월 26일, 윌리엄스버그, 뉴욕[35]
- 샤드라크 민킨스의 탈출, 1851년 2월, 보스턴[36]
- 토마스 심즈의 재노예화, 1851년 4월, 보스턴
- 크리스티아나 폭동, 1851년 9월, 펜실베이니아 크리스티아나
- 제리 구출, 1851년 10월, 뉴욕 시러큐스
- 조슈아 글로버의 탈출, 1854년 3월, 밀워키
- 앤서니 번스의 재노예화, 1854년 5/6월, 보스턴
- 제인 존슨의 재노예화 시도, 1855년 7월, 필라델피아
- 오벌린-웰링턴 구출, 1858년 9월, 오하이오 오벌린 및 웰링턴
- 찰스 날레의 탈출, 1860년 11월, 뉴욕 트로이

## 더 읽어보기
- Basinger, Scott J. (2003). 《Regulating slavery: Deck-stacking and credible commitment in the Fugitive Slave Act of 1850》. 《Journal of Law, Economics, and Organization》 19. 307–342쪽. doi:10.1093/jleo/ewg013.
- Campbell, Stanley W. (2012). 《The Slave Catchers: Enforcement of the Fugitive Slave Law, 1850–1860》. U North Carolina Press.
- Hummel, Jeffrey Rogers; Weingast, Barry R. (2006). 《The Fugitive Slave Act of 1850: Symbolic Gesture or Rational Guarantee》. 《Unpublished Paper》. SSRN 1153528.
- Landon, Fred (1920). 《The Negro Migration to Canada after the Passing of the Fugitive Slave Act》. 《Journal of Negro History》 5. 22–36쪽. doi:10.2307/2713499. JSTOR 2713499. S2CID 149662141.
- Smith, David G. (2013). 《On the Edge of Freedom: The Fugitive Slave Issue in South Central Pennsylvania, 1820–1870》. Fordham University Press.
- Snodgrass, M. E. (2008). 《The Underground Railroad Set: An Encyclopedia of People, Places, and Operations》. M. E. Sharpe.
- Walker, Christopher David (2013). 《The Fugitive Slave Law, Antislavery and the Emergence of the Republican Party in Indiana》 (PhD thesis). 라파예트: 퍼듀 대학교.